# هاري تشيك
هاري تشيك (بالإنجليزية: Harry Cheek)‏ هو لاعب كرة قاعدة أمريكي، ولد في 23 أبريل 1879 في كانساس سيتي في الولايات المتحدة، وتوفي في 25 أغسطس 1927 في ريدوود في الولايات المتحدة.